# 图书

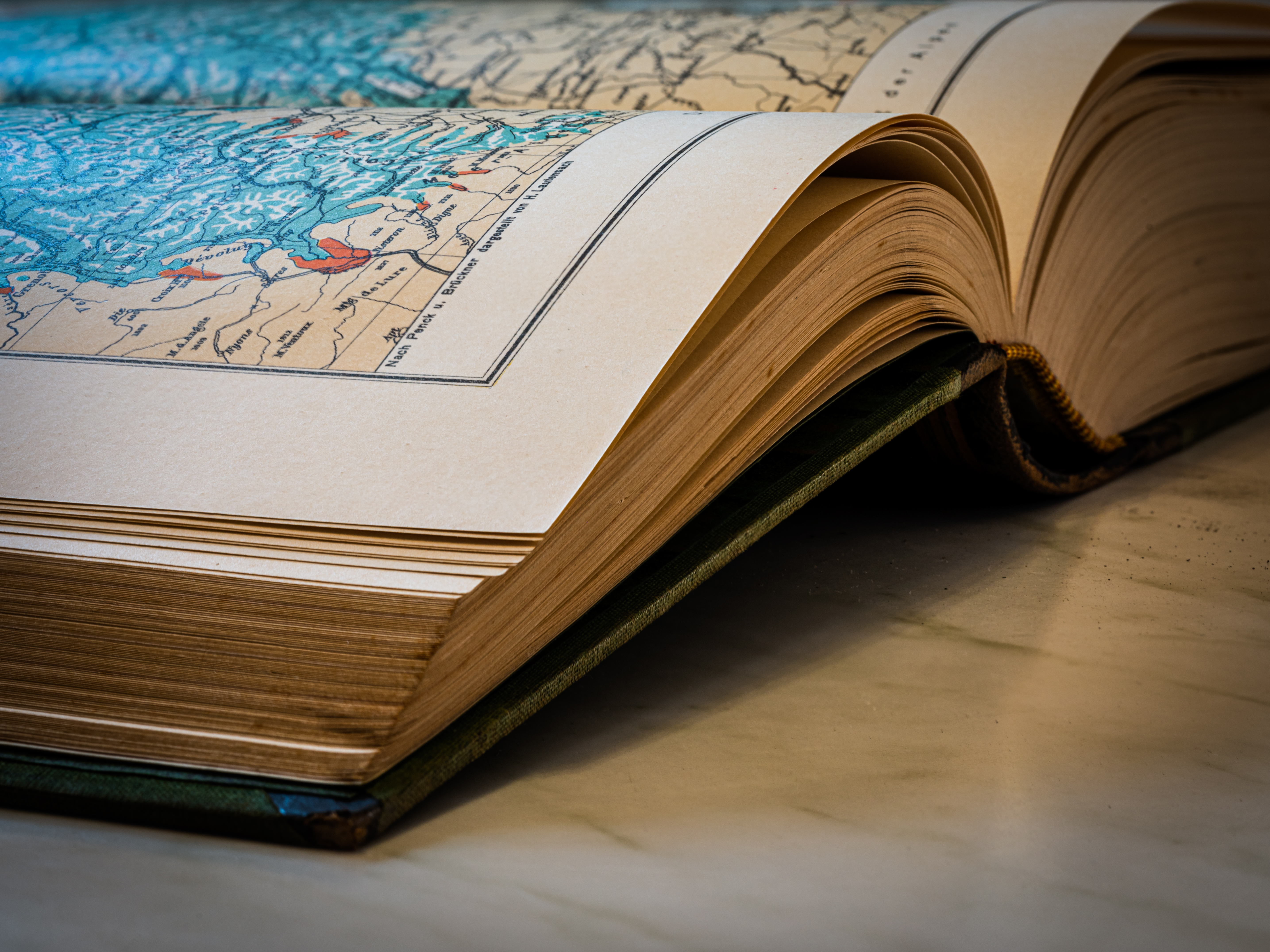
图书。

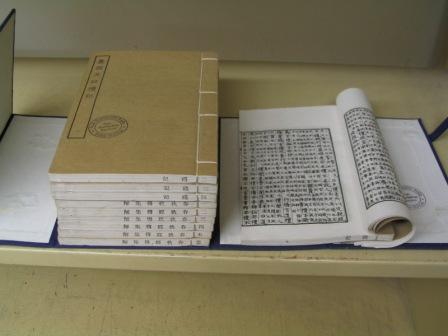
線裝書。

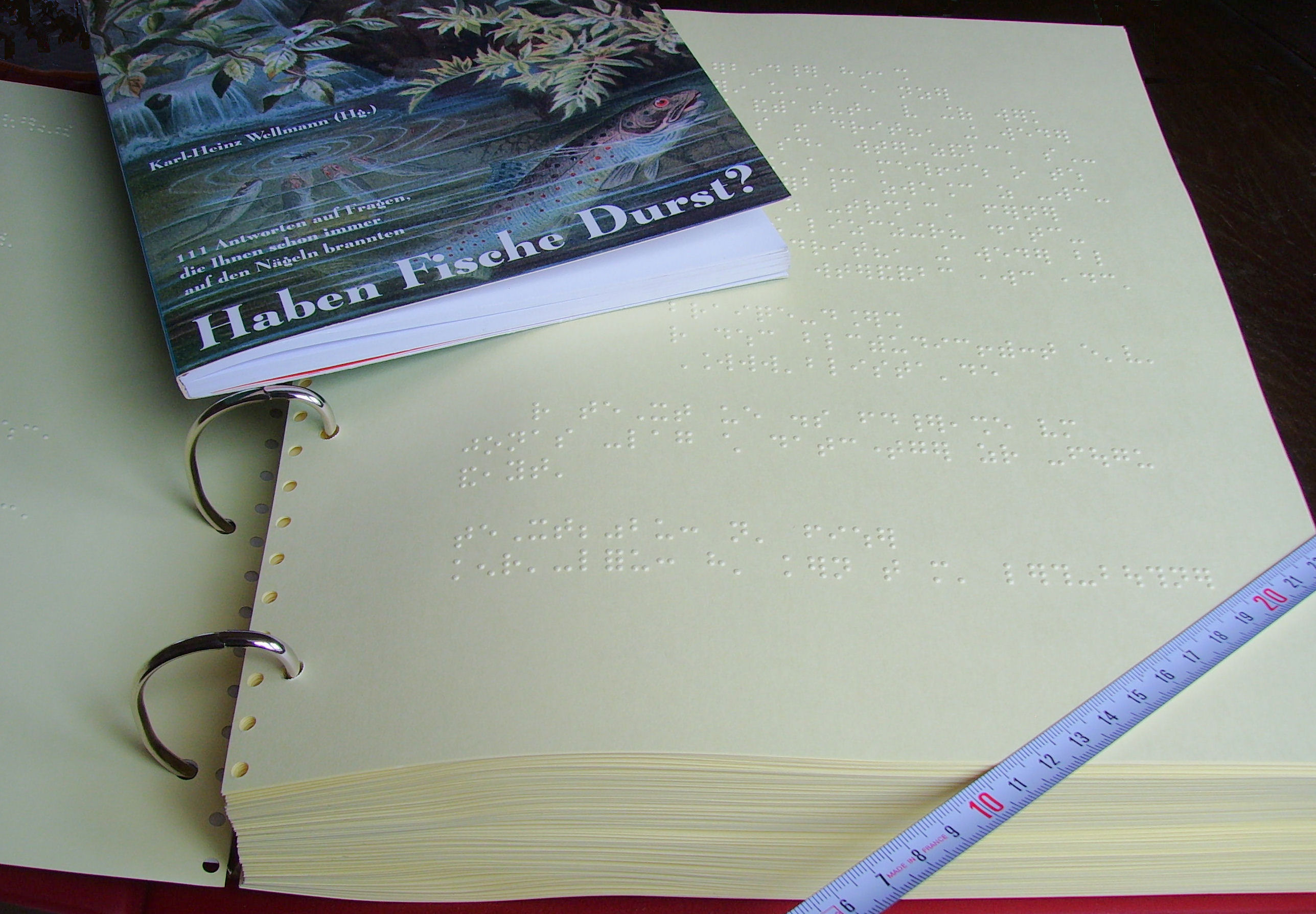
提供視障人士使用的德文凸字書 (點字書)。

圖書，是帶有和主題相關內容的紙張，带有文字或图像。书通常由墨水、纸张、羊皮紙或其他材料固定在书脊上组成。组成书的一张纸称为一张，一面称为一页。在图书馆信息学中，书被称为专著，以区别于杂志、学术期刊、报纸等连载期刊。所有的书面作品（包括图书）的主体是文学。在小说、一些类型（如传记）中，书可能还要分成卷。对书特别喜爱的人被称为爱书者或藏书家，更随意的称呼是书虫或书呆子。賣書的地方稱書店，圖書館則是能借閱書籍的地方。2010年，谷歌公司估计，从印刷术发明至今，大概出版了1亿3千万本不同書名的书籍。

## 現代的定義
聯合國教科文組織對圖書的定義是：凡由出版社（商）出版的不包括封面和封底在內49頁以上的印刷品，具有特定的書名和著者名，編有國際標準書號，並有定價並取得版權保護的出版物稱為圖書。
圖書需要一個定義的原因是為了方便聯合國教科文組織進行國際間的圖書發行統計比較，1964年11月在法國巴黎舉行的會議上，提出並通過採用以下定義：圖書是不包括封面和封底在內，至少含49頁的非期刊類印刷品，並且於該國家公開予公眾。

## 历史

### 古代
在远古文明创造了书写系统之后，文字會刻在石头、粘土、树皮、金属片上。碑文或者铭文这类形式占据了历史的绝大部分，這類的研究稱為金石学。5千年前埃及開始使用字母。古埃及人在莎草紙上书写，莎草这是一种生长在尼罗河边的植物，这种用莎草纸制成的书也是至今为止发现最早的书。最初词语并不分开，也没有标点；书写顺序有时候从右到左，有时候从左到右，甚至轮流着来。这种轮流书写的方式被称为牛耕式轉行書寫法，就像农夫用牛在耕地一样。

#### 平板书
平板书是用坚固耐用的书写介质，适用于传播和书写，但是很重。
泥板，顾名思义，是平整、乾燥的泥片，易于携带，使用尖笔（可能是湿的）刻印。从青铜时代直到铁器时代，它都是书写的介质，上面會用楔形文字書寫。
蜡板是在木板上涂有足够的腊，可以在上面用尖笔书写。它们在学校、会计、做笔记时都是常见的书写材料。蜡板有着可重复利用的优点，腊可以融解后重塑。把一些蜡板绑在一起可能就是现代书的原型之一。。

#### 卷軸

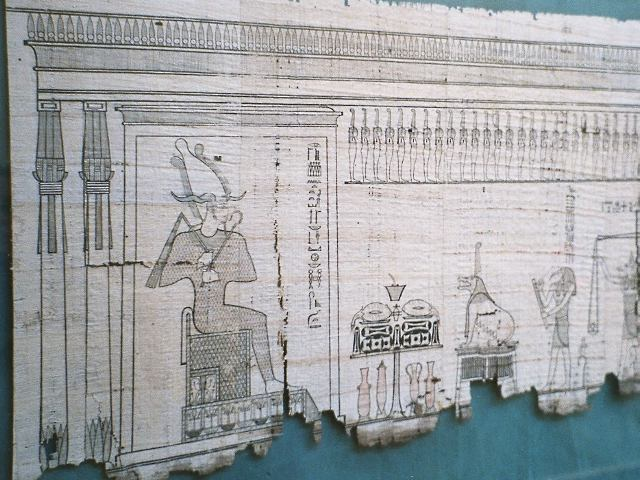
埃及的卷軸，上面有埃及神欧西里斯在量測心的重量

莎草紙是薄的類似紙的材質，是由莎草的莖編織，再用類似錘子的工具重擊而成。一而成，莎草紙是古埃及書寫的工具，可能在埃及第一王朝時就已開始，目前發現最早的莎草紙書是埃及第五王朝時Nefertiti Kakai法老時的會計簿，約西元前2400年。莎草紙一般會黏起來再捲起，形成卷軸，有時也會使用像椴樹皮或其他材料。
根據希羅多德的記載（《歷史》5:58），腓尼基人在西元前9至10世紀將莎草紙帶到埃及。希臘文中作為書寫材料的莎草紙（biblion）及書（biblos）兩個字都是來自腓尼基的港口朱拜勒，原因是因為莎草紙是由朱拜勒進入希臘的。希臘文中有另外一個字tome (希臘語：τόμος)，最早是指片或塊，後來也用來指「一卷莎草紙」，後來拉丁文也開始使用。
不論是材質是莎草紙、羊皮紙或是紙張，卷軸是古希臘、羅馬、中國、希伯來及馬其頓文化中主要的書籍形式。後來更現代的codex形式書籍在古典时代晚期進入羅馬世界，但卷軸在亞洲的應用維持了更長的時間。

#### 後來的書
到公元1世纪时，希腊和罗马用动物的皮来记录国家的法律、历史等重要内容。在印刷术发明前，书的复制都是由手工完成，其成本与人工都相当高。在中世纪时期只有少数教会、大学、贵族和政府有着书籍的应用。直到10世纪毕昇印刷术的发明，书籍才作为普通老百姓能負擔的物品，从而得以广泛的传播。进入1990年代，随着网络普及，书已摆脱了纸张的局限，电子书又以空间小、便于传播、便于保存等优势，成为未来书的发展趋向。

## 現代的製作

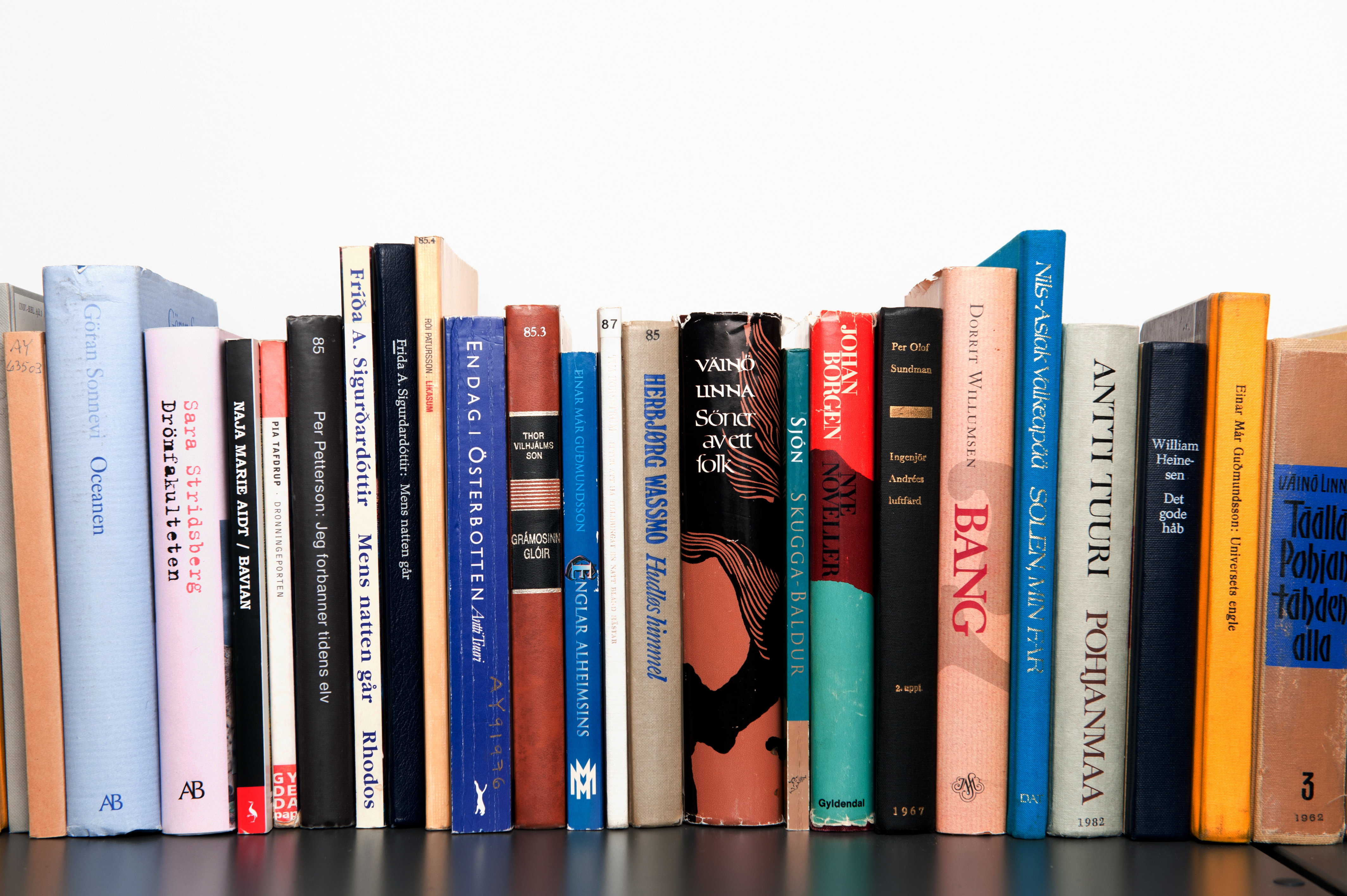
装订是书籍设计中重要的一部份，特別是封面設計。當書被放在一疊，彧是放在書架上時，書脊是書唯一會露出，可以讓人看到書籍相關資料的部份，在書店裡，常常是書脊上的一些細節先吸引購書者的眼光

書籍印刷及装订的方式自十五世紀到二十世紀初都沒什麼太大的改變。當生產機械化更加盛行時，1900年代的印書機（book printer）和約翰尼斯·古騰堡發明的機器越來相近。
古騰堡發明的印刷机使用可以移動的金屬活字組成單字，在成行成頁後再透過凸版印刷大量印刷。
現代書籍用紙會用一些專門為印書設計的紙。傳統上，圖書會用低白度的紙張印刷（容易閱讀），紙張會選用不透光的，減少從紙的這一頁可以看到這頁另一面內容的情形。依圖書形式的不同，選用紙的品質也會有所不同，多半的書會用銅版紙、模造紙、光面纸等。
現代書籍主要是由平版印刷的方式印製，書籍在印刷時，書籍的數頁會印在同一張的大型紙張上，並且位置經過設計，在摺疊之後，各頁就會依正確的順序排列。現代的書傾向以一些標準的尺寸印刷，書籍尺寸也就是書籍各頁摺疊後裁切的尺寸。由標準書籍尺寸從200至300年前就開始流行，後來成為出版業的標準。除美國以外的英語國家在此領域會使用英制，歐洲的出版商又使用另外一套的標準。

### 現在的製作流程
有些印製數量較少的圖書會用單張紙膠印機印製，其他大部份的圖書會用捲筒紙印刷機印製，進料是用捲筒紙，可以在較短時間印製較多的複本。在生產完成後，一本書的書頁會疊成一疊，後續裝訂成書。

## 尺寸

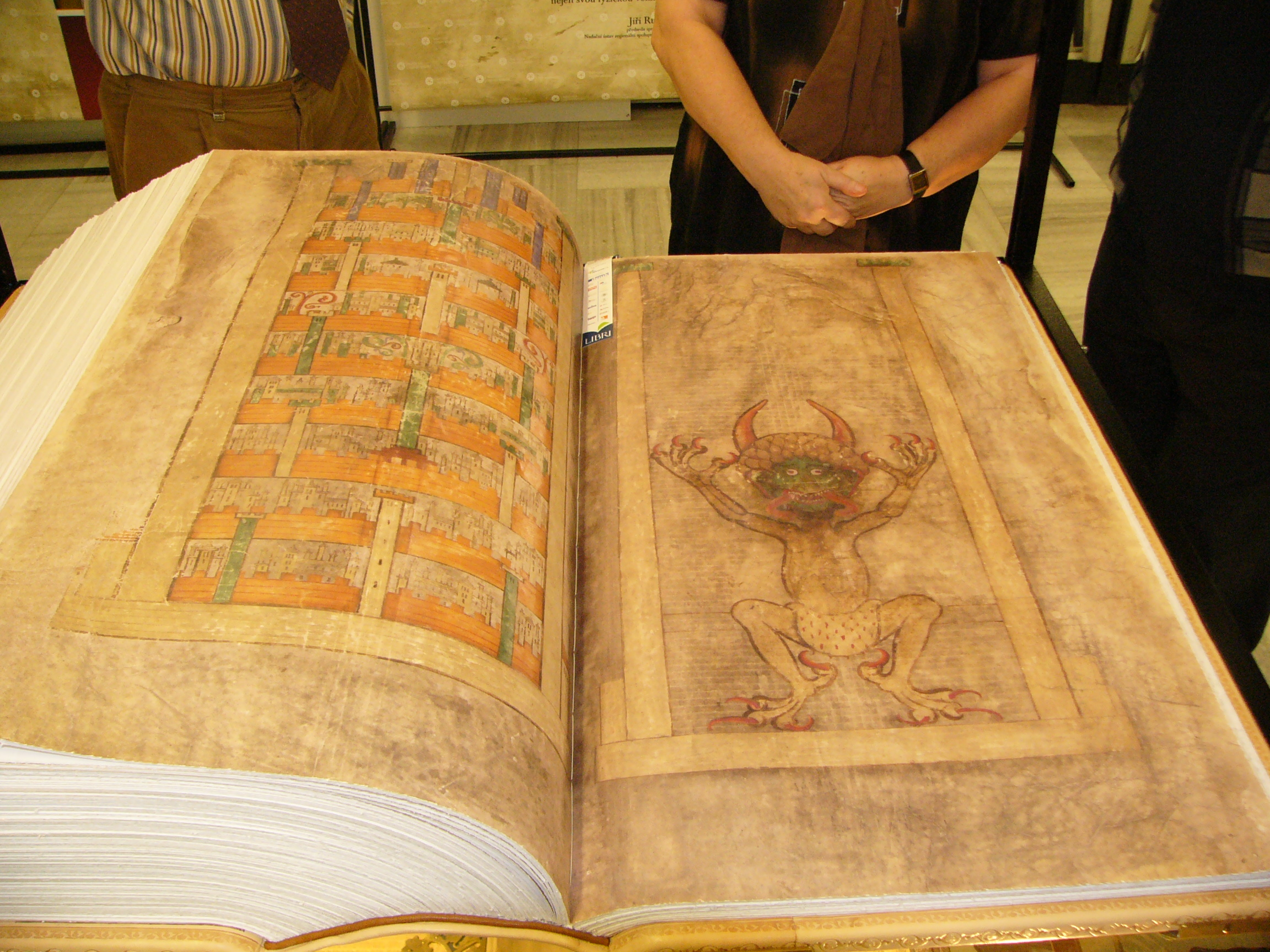
真實尺寸魔鬼聖經的複刻本

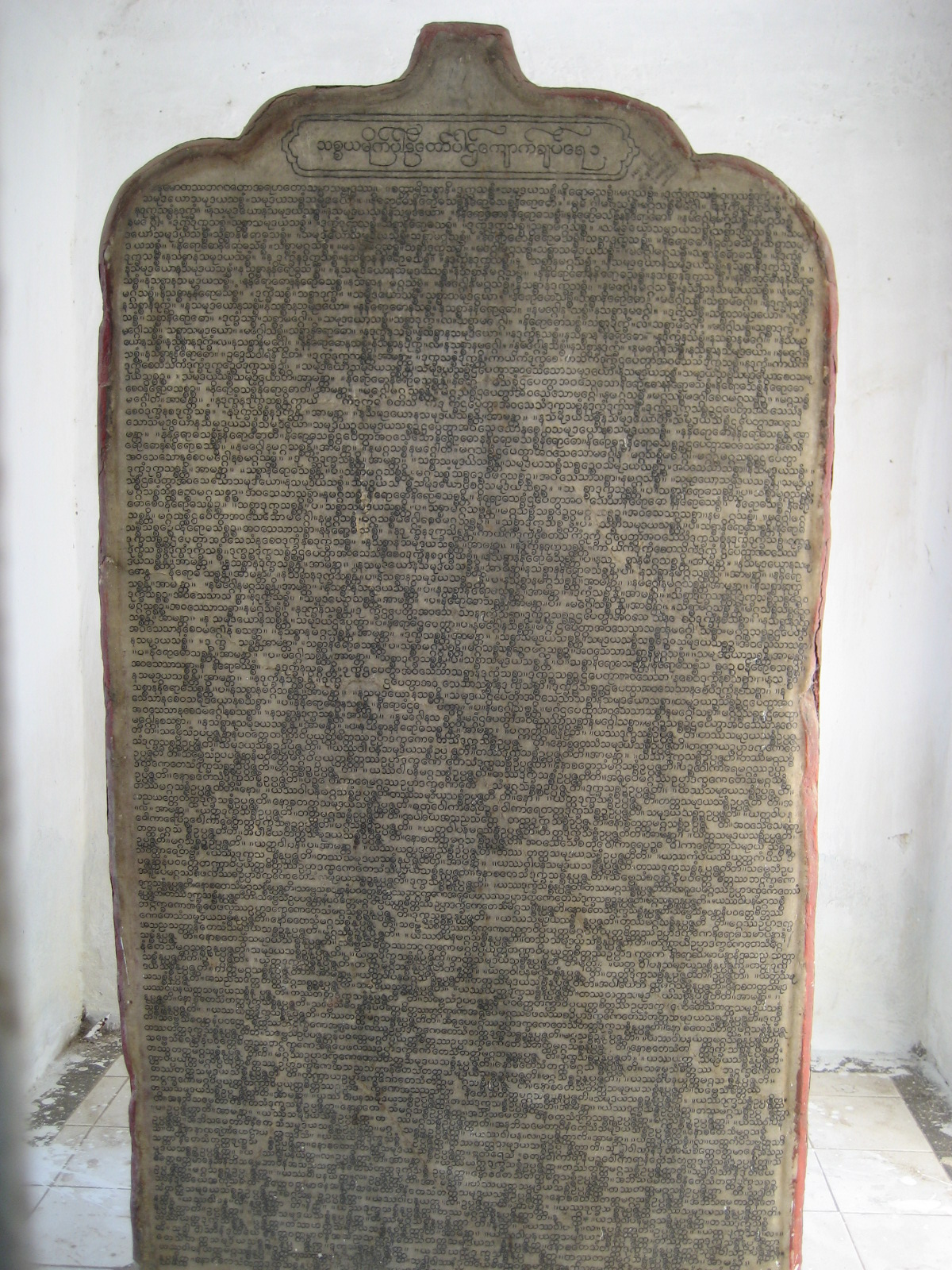
世界上最大的書

現代書的尺寸是依平版印刷機的印刷區域為準，多頁書籍會安排在同一個印刷機的大版面中，因此可以完整的利用版面，而位置及順序也經過調整，在摺疊及裁切後可以依正確的順序出現。
最常見的尺寸有
- 四開（quarto, 4to）：印刷的大紙張會摺疊二次，會有四張紙共八頁，最長邊約 11-13 英吋（約 30 公分）。
- 八開（octavo, 8to）：最常見硬皮書的尺寸，印刷的大紙張會摺疊三次，會有八張紙共十六頁，最長邊約 9 ¾ 英吋（約 23 公分）。
- 十二開（duoDecimo,12mo）：介於四開及八開之間的尺寸，最長邊約 7 ¾ 英吋（18 公分）。
- 十六開（sextodecimo,16mo）：印刷的大紙張會摺疊四次，會有十六張紙共三十二頁，最長邊約 6 ¾ 英吋（約 15 公分）。

比十六開更小的尺寸有：
- 二十四開：最長邊到 5 ¾ 英吋（13 公分）
- 三十二開：最長邊到 5 英吋（12 cm）
- 四十八開：最長邊到 4 英吋（10 cm）
- 六十四開：最長邊到 3 英吋（8 cm）

世界上現存最大的中世紙手抄本是魔鬼聖經，尺寸是 92 × 50 × 22 公分。世界上最大的書是石製的，在缅甸的固都陶佛塔。

## 結構
1. 側標（Belly band）
2. 勒口/折口（Flap）
3. 卷首及卷尾之空頁（Endpaper）
4. 書封（Book cover）
5. 天頭（Top edge）
6. 切口（Fore edge）
7. 地腳（Tail edge）
8. 右頁／奇數頁（Right page, recto）
9. 左頁／偶數頁（Left page, verso）
10. 書溝（Gutter）

一本書共同的結構部分包括：
- 封面（Front cover）

圖書設計的共同方案
- 側標（Belly band）
- 勒口/折口（Flap）
- 卷首及卷尾之空頁（Endpaper）
- 書封（Book cover）
- 天頭（Top edge）
- 切口（Fore edge）
- 地腳（Tail edge）
- 右頁／奇數頁（Right page, recto）
- 左頁／偶數頁（Left page, verso）
- 書溝（Gutter）

- 卷首的空頁（Front endpaper）
- 折口（Flap）
- 襯頁（Flyleaf）
- 前頁（正文前的書頁；Front matter）
  - 卷頭插畫（Frontispiece）
  - 標題頁（Title page）
  - 扉頁（Colophon）
  - 版權頁（Copyright page）
  - 內容目錄（Table of contents）
  - （List of figures）
  - （List of tables）
  - 獻辭（Dedication）
  - 致謝（Acknowledgments）
  - 前言（Foreword）
  - 序幕（Preface）
  - 簡介（Introduction）
- 正文（Body）
- 末尾的書頁（Back matter）
  - 附錄（Appendix）
  - 詞彙表（Glossary）
  - 索引
  - 註釋（Notes）
  - 參考書目（Bibliography）
  - 版權頁標記（Colophon）
- 襯頁（Flyleaf）
- 卷尾的空頁（Rear endpaper）
- 書底（Rear cover）

## 識別及分類
20世紀起，圖書館員開始關注如何追蹤每年出版的圖書，國際圖書館協會聯合會發展了一系列相關的工具，包括国际标准书目著录（ISBD）。

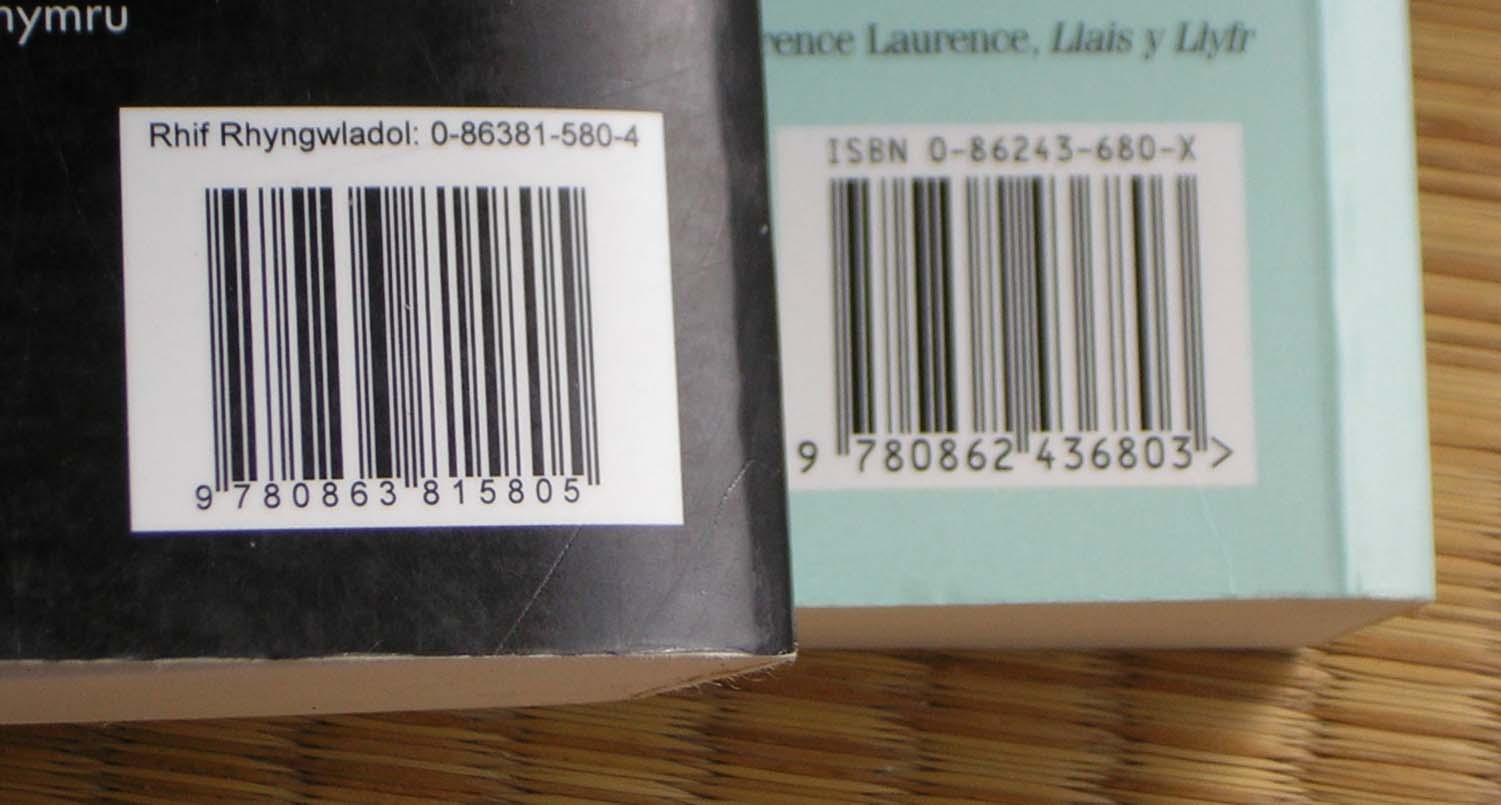
書籍的国际标准书号及條碼

每本書都有唯一的国际标准书号（ISBN），出版社在每本書出版時都會申請，若是改版也會申請新的編號。国际标准书号是由ISBN協會管理，包括四部份，分別是國家碼、出版社碼、標題碼及校验码，校验码可以是0–9及X（10）。EAN針對書籍的條碼由依国际标准书号，前面再加上978，再計算一個新的校验码。
工業化國家的商業出版社一般會針對出版書籍指定ISBN，因此讀者可以假定其ISBN是在國際系統中的一部份，沒有例外。不過許多工業化國家或開發中國家的政府出版品未完全參與ISBN系統，因此出版品不一定會有ISBN。
大型或公開的書籍收藏（如圖書館）會需要图书目录，會針對每一本書安排索書號（或檢書），並根據索書號規劃書籍所放的書架。一般索書號會依圖書分類法來規劃。索書號會貼在圖書館書籍的书脊下方，但會離底部有一小段距離，也會貼在書籍的內頁。

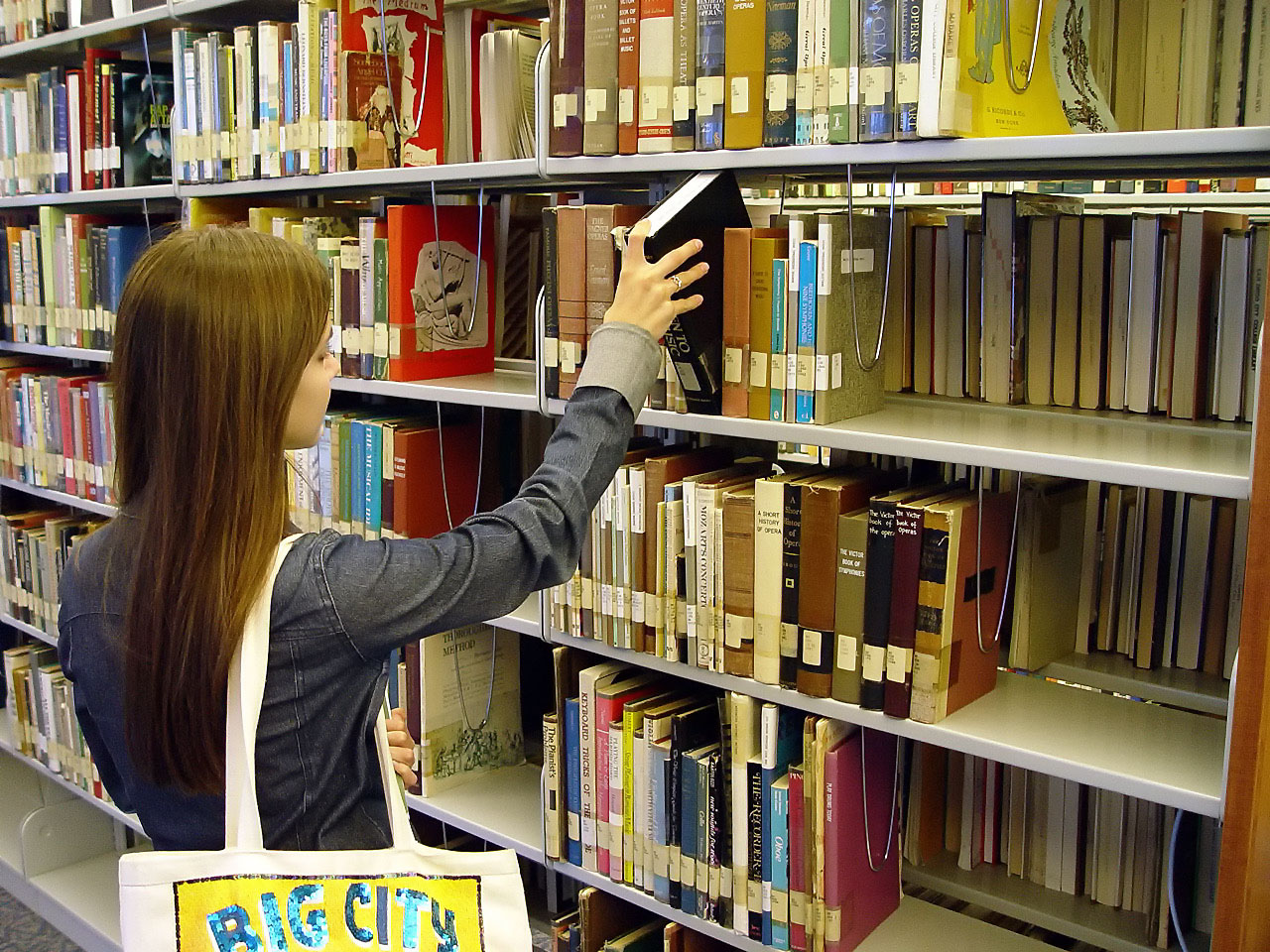
圖書館書架上的書，有書立支撐，在书脊上可看到索書號

像是ANSI/NISO Z39.41 - 1997之類的國家標準，設定了在书脊列出書籍資訊（如書名或是作者）的正確方式，也設定了像DVD、錄影帶及軟體等類似書可以上架存放物品的資訊標示方式。
杜威十进制图书分类法是一個最早也最為人知的常用圖書分類法，另一個最用的系統是用英文字母識別的美國國會圖書館圖書分類法。兩個系統都偏重當時分類法發展時，在美國書書館已有較多藏書的內容，因此在針對像電腦或是有關其他文化的主題時會比較麻煩。
書籍的後設資料可以包括其国际标准书号（ISBN）或其他分類號碼、貢獻者（作者、編輯、譯者、插圖製作者）及出版商、書籍日期及尺寸、以及書籍的語言等。

## 用途
書的主要用途是閱讀，此外也可以有其他的用途：

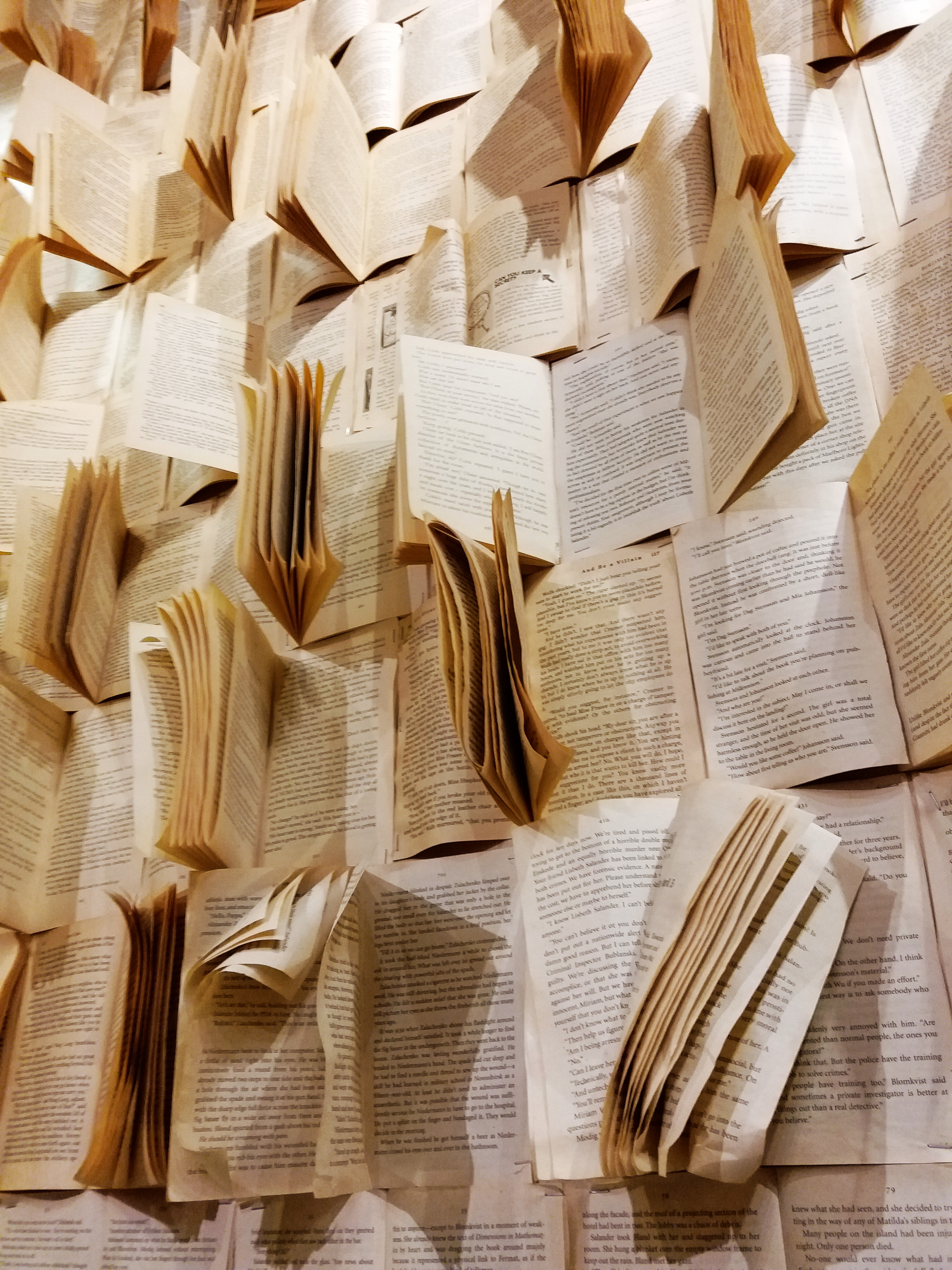
以書作佈置

- 書可以是藝術家的創作，本身就可以是一件藝術品，這稱為藝術家的書（英语：artists' book）。
- 書可以讓讀者或是專業作者來評論，評論的文字稱為書評。
- 書可以讓一群人一起閱讀，之後進行業餘及學術的討論，稱之為讀書會。
- 書可以讓學生閱讀後分析，並撰寫有關其內容分析的文章，稱為讀書心得（英语：book report）
- 書有時可以用來作為家中的裝飾藝術，例如在書房中。

## 种类

### 按內容分
杜威十進位圖書分類法是由美國圖書館專家麥爾威·杜威發明，將書分為十大類，中華民國圖書館學學者賴永祥以之為本、修訂的中文圖書分類法被中華民國、香港、澳門、新加坡等地大多數圖書館所採用。
通行於歐美許多大學圖書館的美國國會圖書館圖書分類法以26個拉丁字母中的21個，將書區分為21種類；傳至中國後、改為中國圖書館分類法，以26個拉丁字母，將書區分為26種類。在中國古代使用的是四部分類法，將書分為經、史、子、集四類。
而通用十進位圖書分類法是19世紀末在杜威十進位圖書分類法的基礎上繼續研發的分類方法，此種分類方法由數字和特殊符號組成，在世界各地的圖書館中被廣泛應用。

### 按裝訂形式分
- 線裝書
- 胶装书
- 特装书
- 精装书
- 平装书
- 袋装书
- 电子书
- 有聲書
- 盲人书
- 磁膠書